# Bramegge
Koordinaten: 52° 22′ 24″ N, 7° 52′ 28″ O
Das Naturschutzgebiet Bramegge liegt auf dem Gebiet der Gemeinde Westerkappeln im Kreis Steinfurt in Nordrhein-Westfalen. Das Gebiet erstreckt sich nördlich des Kernortes Westerkappeln. Östlich verläuft die Landesstraße 584. Unweit nördlich fließt der Mittellandkanal und verläuft die Landesgrenze zu Niedersachsen.

## Bedeutung
Für Westerkappeln ist seit 2003 ein 35,47 ha großes Gebiet unter der Kenn-Nummer ST-112 als Naturschutzgebiet ausgewiesen. Es wurde unter Schutz gestellt zur Erhaltung, Entwicklung und Wiederherstellung von Lebensgemeinschaften und Biotopen landschaftsraumtypischer, seltener und gefährdeter Tier- und Pflanzenarten in einem Waldkomplex, insbesondere zur Erhaltung, Förderung und Entwicklung alter bodensaurer Eichenwälder auf Sandebenen mit ihrer typischen Fauna und Flora in ihren verschiedenen Entwicklungsstufen/Altersphasen und in ihrer standörtlichen typischen Variationsbreite, inklusive ihrer Vorwälder, Gebüsch- und Staudenfluren sowie der Waldränder.